# テムズバレー大学
テムズバレー大学（現・University of West London、略称：UWL）は、イギリスのスロー、レディング、イーリングにある国立大学。バークシャー州のスローとレディング、ロンドン西部のイーリングとブレントフォードにキャンパスがある。オープンユニバーシティを除くと、イギリスで最も生徒数が多い最大の大学である。

## キャンパス
ロンドン西部にイーリングキャンパスとブレントフォードキャンパスがある。大学の会計課や学生相談課、国際課などのオフィスがあるのはメインキャンパスであるイーリングキャンパスとなっている。
大学の授業がある平日はブレントフォードにある学生寮パラゴンとイーリングキャンパスの間をつなぐ学生用の無料送迎バスが運行されている。
看護学専攻の学生達の研修用キャンパスとしてパディントン駅から列車で30分程離れたレディングという町にバークシャイアーヘルスインスティチュートという機関も設置されている。

## 歴史
テムズバレー大学の歴史は1860年、レディー・バイロン・スクールが、現在テムズバレー大学のイーリングキャンパスがある場所に創立したころに遡る。この学校は後にイーリング・カレッジ・オブ・ハイヤーエデュケーションになる。
スローキャンパスは1907年にElementary School(小学校)として設立された。1940年代までに、テクニカル・インスティテュートとなり、1970年代テムズバレー・カレッジ・オブ・ハイヤーエデュケーションとなる。
1990年、イーリング・カレッジ・オブ・ハイヤーエデュケーションとテムズバレー・カレッジ・オブ・ハイヤーエデュケーション、クイーンシャーロット・カレッジ・オブ・ヘルスケアスタディーズ、ロンドン・カレッジ・オブ・ミュージック（en:London College of Music）が合併されポリテクニック・オブ・ウェストロンドンとなり、また2年後のFurther and Higher Education Act 1992後に“大学”になり、テムズバレー大学と認められた。
2004年、大学はレディング・カレッジ・アンド・スクール・オブ・アーツ&デザインと合併し、レディング・カレッジの施設がテムズバレー大学のレディングキャンパスとなった。
この合併によってテムズバレー大学はイギリスの基準よりもさらに差をつけて拡大した。それ以来テムズバレー大学は型にはまらない自由な姿を目指しており、その姿勢は多くの学生たちを惹きつけている。テムズバレー大学は他大学ではあまり見られないような、あらゆる専門的なトレーニングコースを提供している。学生の45%が非白人民族の出身で、60%がパートタイムで勉強している
2011年4月6日より、Thames Valley University(テムズバレー大学)からUniversity of West London(ウェストロンドン大学)に名称を変更。校章のロゴも一新された。

## 主な出身者
- ジェイソン・ケイ　ミュージシャン　Jamiroquaiのメンバー
- フレディ・マーキュリー　ミュージシャン　Queenのメンバー
- レイ・デイヴィス　ミュージシャン　The Kinksのメンバー
- ロン・ウッド　ミュージシャン　The Rolling Stones, The Facesのメンバー
- ピート・タウンゼント　ミュージシャンThe Whoのメンバー
- ユン・チアン　『ワイルドスワン』『マオ 誰も知らなかった毛沢東』作者
- マット・トン　ミュージシャン　Bloc Partyのメンバー